# William Grant Still

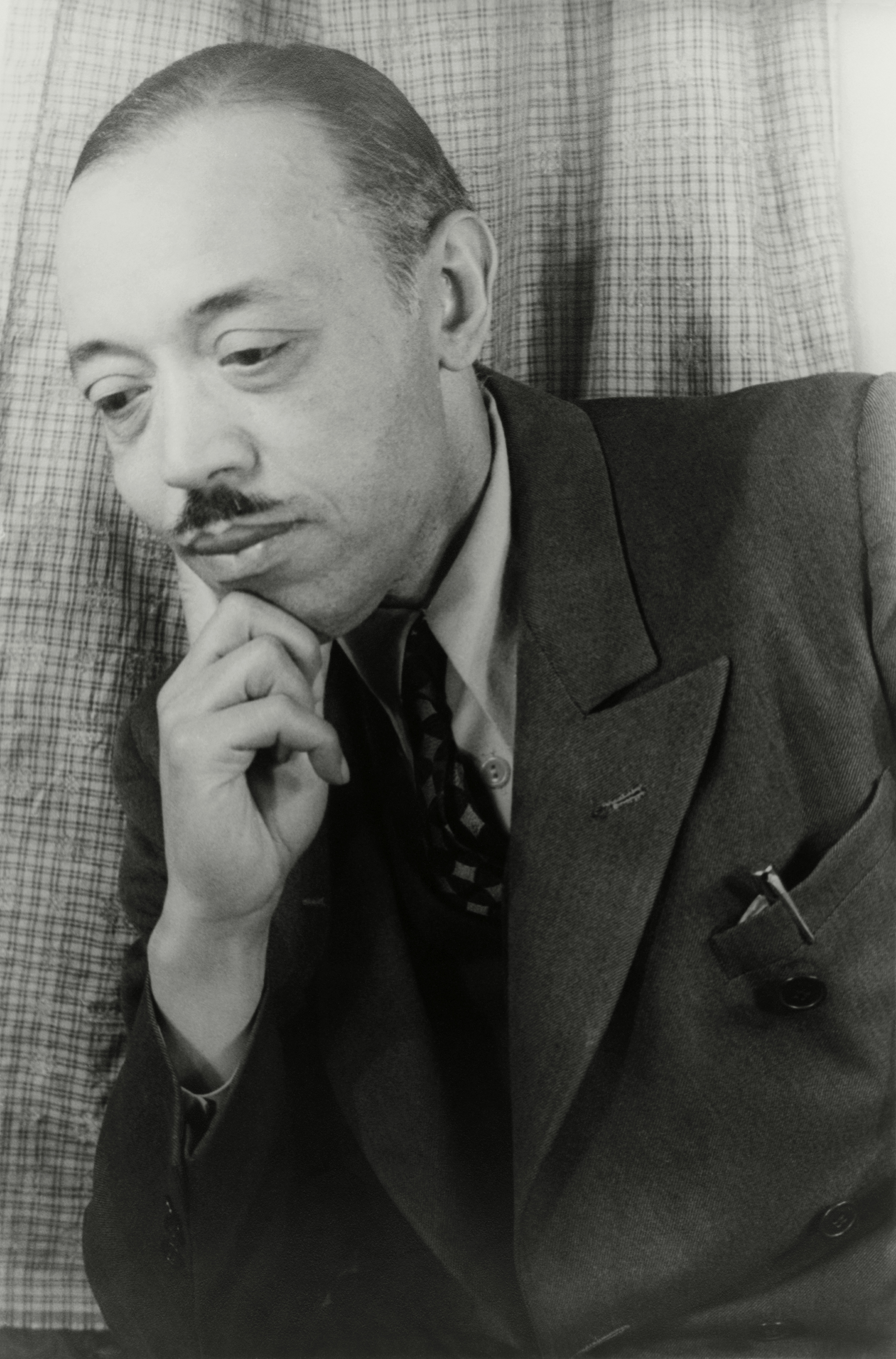
William Grant Still (Aufnahme: Carl Van Vechten)

William Grant Still (* 11. Mai 1895 in Woodville, Mississippi; † 3. Dezember 1978 in Los Angeles, Kalifornien) war ein US-amerikanischer Komponist.

## Leben
William Grant Still war afroamerikanischer Herkunft (wobei er auch indianische Vorfahren hatte). Sein Vater starb, als er 3 Monate alt war. Still wuchs in Little Rock, Arkansas auf und besuchte dort die High-School. 1911 bis 1915 studierte er am Wilberforce College in Ohio und beabsichtigte zunächst einen medizinischen Abschluss. Autodidaktisch begann er, Lieder zu komponieren und besuchte 1917 bis 1919 Kompositionskurse am Oberlin College of Music sowie bei George Chadwick am New England Conservatory of Music in Boston, 1918 unterbrochen durch Militärdienst in der United States Navy. Anschließend war Still in New York City zunächst vorwiegend im Bereich Jazz und Popularmusik tätig und arbeitete als Arrangeur für einen Musikverlag. Zugleich nahm er Privatunterricht bei Edgar Varèse, einem der führenden Avantgarde-Komponisten dieser Zeit.
Still fühlte sich der Harlem-Renaissance-Bewegung verbunden. 1935 spielte das New York Philharmonic (unter der Leitung des in Istanbul geborenen deutschen Dirigenten Hans Lange) seine 1. Sinfonie, die Afro-American Symphony. Bis zu diesem Zeitpunkt hatte noch kein führendes Orchester Werke eines afroamerikanischen Komponisten gespielt. 1936 dirigierte Still mit dem Los Angeles Philharmonic Orchestra als erster Afroamerikaner ein bedeutendes amerikanisches Orchester. Still war daneben weiterhin als geschätzter Arrangeur tätig. Im Jahre 1940 arrangierte er für Artie Shaw dessen größten Hit Frenesi. Ferner schrieb er beispielsweise für Willard Robinsons Deep River Show und Paul Whitemans Old Gold Show, beides populäre Sendungen von NBC Radio. Später zog er nach Los Angeles und komponierte dort auch Filmmusik, beispielsweise für Lost Horizon (1937) und Stormy Weather (1943).
1939 heiratete er Verna Arvey, eine Musikerin russisch-jüdischer Herkunft. 1949 war Stills Oper Troubled Island die erste Oper eines Afroamerikaners, die von einem großen Opernhaus (der New York City Opera) gespielt wurde. Mit der Leitung des New Orleans Philharmonic Orchestra 1955 war er schließlich der erste afroamerikanische Dirigent eines großen Orchesters in den US-amerikanischen Südstaaten.
Still erhielt zwei Guggenheim Fellowships, Ehrendoktorwürden des Oberlin College, des Wilberforce College, der Howard University, des Bates College sowie der University of Arkansas. 1978 verstarb er an Herzversagen.

## Werk
Still gilt als Altmeister der afroamerikanischen Komponisten. Er verschmolz in seiner Musik melodisch-rhythmische Elemente seiner Herkunft (u. a. des Blues und des Negro Spirituals) mit traditionellen Formen europäischer Prägung. Er schrieb mehr als 150 Kompositionen, darunter 5 Sinfonien, 8 Opern, Ballette, je ein Solokonzert für Klavier bzw. Harfe sowie Kammermusik und Lieder. Stills heute noch bekanntestes Werk ist die Afro-American Symphony.

### Ausgewählte Kompositionen
- Levee Land (1925)
- From the Black Belt (1926)
- Sahdji (1930)
- 1. Sinfonie „Afro-American“ (1930)
- Africa (1930)
- 2. Sinfonie g-Moll „Song of a New Race“ (1937)
- Seven Traceries (1939)
- Troubled Island, Oper (1941)
- In Memoriam: The Colored Soldiers Who Died for Democracy (1943)
- The Little Song That Wanted to Be a Symphony (1954)
- Little Red Schoolhouse (1957)
- The American Scene (1957)
- “They Lynched Him on a Tree”, Kantate für Erzähler, Alt, Chor und Orchester